# Atkinsdieten

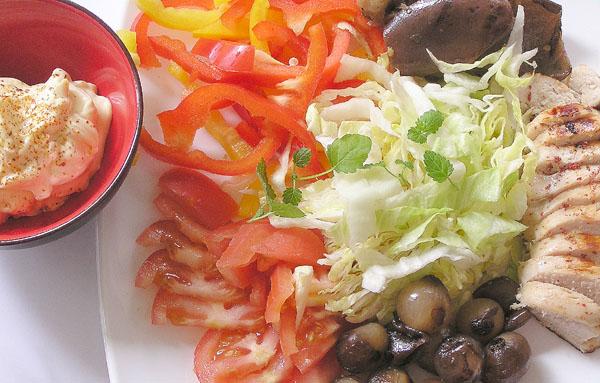
En måltid enligt Atkinsdieten.

Atkinsdieten är en diet för viktminskning lanserad av den amerikanske läkaren Robert Atkins på 1960-talet. Dieten bygger på en kolhydratfattig kost vilket medför att fet mat och kött är tillåtet så länge inte kolhydratintaget är för stort. 
Kolhydrater, protein samt fett är de huvudsakliga näringsämnena i vår föda som ger bränsle/energi till kroppen. 
Tanken är att ca 50–75 % av kroppens behov av energi, ska komma från protein och fett – resten av energibehovet från intag av kolhydrater.

## Atkins teser
Atkins menade att det finns två huvudsakliga fel i dagens västerländska diet: dels att man äter för mycket raffinerade kolhydrater (särskilt socker, mjöl och sirap), dels att man generellt är för rädd för mättat fett. Enligt Atkins är det transfetter som ska undvikas snarare än mättat fett. Tyngdpunkten i dieten ligger på kosten, men i kostplanen lägger man även vikt vid näringstillskott och daglig motion.

## Dietplanen
Atkinsdieten begränsar intaget av kolhydrater i syfte att få kroppen att ställa om från förbränning av främst glukos till förmån för förbränning av kroppsfetter. Denna process (lipolys) tar vid när kroppen går ner i ketos efter det att den gjort slut på överskott av kolhydrater att bränna. 
Enligt Atkins innebär detta att kroppen gör av med mer energi för att tillgodose kroppens näringsbehov. Atkinsdieten fokuserar på att minimera intaget av kolhydrater som har effekt på blodsockret. Atkins förordar att man äter livsmedel som bearbetats så lite som möjligt och som har lågt glykemiskt index.
Atkinsdieten har fyra faser:
induktionsfas, viktminskningsfas, fas mellan viktminskning och underhållsfas samt underhållsfas.
I induktionsfasen (som Atkinsdieten mest är känd för) syftar dieten till att försätta kroppen i ketos. Kolhydratintaget begränsas till 20 gram per dag (12–15 gram av dessa 20 gram kolhydrater bör vara i form av bladgrönsaker). 
Tillåten mat är obegränsad mängd kött, fisk, skaldjur, ägg, olivolja, majonnäs, ost och vissa grönsaker, t.ex. gurka och sallad. Enbart grönsaker som är gröna och växer ovan mark får ätas i denna fas. 
Det som ska väljas bort i kosten är socker, mjölk, frukt, pasta, ris, flingor, bönor, potatis och andra rotfrukter.
Upp till 110 gram hårdost får ätas per dag. Alkohol ska inte intas i denna fas. Koffein begränsas. Dagligt intag av multivitamintabletter rekommenderas. Motion förordas. Fasen pågår i två veckor eller tills bantaren tappat 10 % av sin övervikt. 
Under viktminskningsfasen ökas kolhydratintaget med 2 gram per vecka. Nu minskar restriktionerna och man får då äta alla sorters grönsaker och små mängder spannmål, men socker av alla de slag är fortfarande förbjudet. I den här fasen ska bantaren försöka hitta vilken nivå på kolhydratintag som är kritisk för viktminskning och bedöma vilka livsmedel som förorsakar personliga ätbegär. 
Nu bromsas viktminskningen genom att intaget av nettokolhydrater gradvis ökar. Nettokolhydrater är kolhydrater som påverkar blodsockret och därmed produktionen av det fettlagrande hormonet insulin.
Denna fas pågår till dess att bantaren är cirka 4 kilo ifrån sin målvikt. 
Nästa fas går ut på att hitta en balansnivå för kolhydratintag. Bantaren ökar kolhydratintaget med 10 gram per vecka och följer upp var gränsen går innan bantaren börjar att öka i vikt igen. Nu anses det inte längre viktigt att kroppen är i ketos. När du närmar dig din målvikt kan du börja äta andra kolhydrater från t.ex. frukt och fullkornsprodukter. Även grönsaker med stärkelse, till exempel morötter, majs eller squash.
Underhållsfasen är avsedd att vara livslång. Bantaren ska fortsätta äta enligt de vanor han eller hon skaffat sig under de tidigare faserna. Huvudprincipen för dieten är fortfarande att graden av bearbetning av de livsmedel man förtär ska vara så låg som möjligt. Om vikten börjar öka igen kan bantaren börja om från början med induktionsfasen.

### Tillåtna födoämnen
- Kött
- Fisk
- Grönsaker
- Ägg
- Mjölkprodukter

### Ej tillåtna livsmedel
- Potatis
- Bröd
- Ris
- Pasta
- Socker/Sockrade livsmedel

## Studier
Flera ettårstudier har visat att de som äter enligt Atkinsdieten har gått ner i vikt i samma utsträckning eller mer än bantare som äter enligt andra dietplaner. I ettårsperspektivet har inga negativa hälsokonsekvenser påfunnits. Den kortsiktiga viktminskningen tros, snarare än förändring av metabolismen, bero på att dieten dämpar hungerkänslorna och att den genom sitt låga innehåll av socker och stärkelse reducerar den vattenbindande glukosreserven och därigenom minskar mängden vatten i kroppen.. Senare studier har visat att högt proteinintag har just denna hungerdämpande effekt, medan fettrik mat inte alls är verksam på detta plan.. Positiva resultat med Atkinsmetoden beror således i huvudsak på att en proteinrik födas hungerdämpande effekt ger ett lägre kaloriintag än på förändringar i metabolismen
En större studie publicerades i JAMA i mars 2007 av Gardner vid Stanforduniversitetet och visade att överviktiga men i övrigt friska kvinnor i åldrarna 25–50 år tappat mer vikt med Atkinsdieten än med bantningsmetoder som tillåter ett högre kolhydratintag. Viktminskningen med Atkins hade varit 4,7 kilo i genomsnitt, att jämföra med 2,6 kilo för dem som ätit enligt "LEARN", 2,2 kilo för "Ornish" och 1,6 kilo för "the Zone". När värden för HDL (det så kallade goda kolesterolet), triglycerider och blodtryck jämfördes fanns en klar fördel för Atkinsdieten. Studien omfattade två månader med uppföljning under ytterligare 10 månader.
En forskningsrapport stödjer att mättat fett under vissa förutsättningar kan skydda hjärtat hos kvinnor som genomgått klimakteriet, vilket ifrågasätter men dock inte omkullkastar, den allmänt vedertagna uppfattning och sambandet mellan mättat fett och hjärt- och kärlsjukdom.